# Райга
Райга — река в России, протекает в Томской области. Устье реки находится в 200 км по правому берегу реки Лисица. Длина реки составляет 158 км, площадь водосборного бассейна 1850 км². 

## Бассейн
- Кедровый
- Осиновый
- 18 км: река без названия
- 35 км: Миндага
- Чагылдай
- 47 км: Нижняя Еловая
- Кальджа
- 56 км: Еловая
  - Светлый
- Болотная
- 68 км: Косая
- 84 км: Сосновая
  - Малая Сосновая
  - 19 км: Средняя Сосновая
  - Берёзовый
- Нижний Тур
- Средний Тур
- 129 км: Верхний Тур
- Карма
- 138 км: Масайга
- Верхняя Масайга

## Данные водного реестра
По данным государственного водного реестра России относится к Верхнеобскому бассейновому округу, водохозяйственный участок реки — Кеть, речной подбассейн реки — бассейн притоков (Верхней) Оби от Чулыма до Кети. Речной бассейн реки — (Верхняя) Обь до впадения Иртыша.